# Cabinet Beel I
Pour les articles homonymes, voir Schermerhorn (homonymie).
 (septembre 2023).
Si vous disposez d'ouvrages ou d'articles de référence ou si vous connaissez des sites web de qualité traitant du thème abordé ici, merci de compléter l'article en donnant les références utiles à sa vérifiabilité et en les liant à la section « Notes et références ».
Royaume des Pays-Bas
Schermerhorn/Drees Drees-Van Schaik
Le cabinet Beel I est le gouvernement des Pays-Bas du 3 juillet 1946 au 7 juillet 1948, sous la direction de Louis Beel. Il rassemble des membres du Parti populaire catholique et du Parti travailliste.

## Composition
| Ministère                                                                      | Titulaire                                | Titulaire                                             | Parti                            |
| ------------------------------------------------------------------------------ | ---------------------------------------- | ----------------------------------------------------- | -------------------------------- |
| Premier ministre Ministre des Affaires générales (à partir du 11 octobre 1947) |                                          | Louis Beel                                            | KVP                              |
| Ministre des Affaires intérieures                                              |                                          | Louis Beel (jusqu'au 15 septembre 1947)               | KVP                              |
| Ministre des Affaires intérieures                                              | Petrus Johannes Witteman                 |                                                       | KVP                              |
| Ministre des Affaires étrangères                                               |                                          | Pim van Boetzelaer van Oosterhout                     | Ind.                             |
| Ministre de la Justice                                                         |                                          | Johannes Henricus van Maarseveen                      | KVP                              |
| Ministre de l'Éducation                                                        |                                          | Jos Gielen                                            | KVP                              |
|                                                                                |                                          | Pieter Lieftinck                                      | PvdA                             |
| Ministre de la Guerre                                                          |                                          | Alexander Fiévez                                      | KVP                              |
| Ministre de la Flotte                                                          |                                          | Alexander Fiévez (jusqu'au 7 août 1946)               | KVP                              |
| Ministre de la Flotte                                                          |                                          | Jules Schagen van Leeuwen                             | Ind. (jusqu'au 25 novembre 1947) |
| Ministre de la Flotte                                                          |                                          | Alexander Fiévez                                      | KVP                              |
| Ministre des Transports (du 3 juillet 1946 au 5 novembre 1946)                 |                                          | Hendrik Vos                                           | PvdA                             |
| Ministre des Travaux publics et de la Reconstruction                           |                                          | Johannes Ringers (jusqu'au 15 novembre 1946)          | Ind.                             |
| Ministre des Travaux publics et de la Reconstruction                           |                                          | Hendrik Vos (jusqu'au 28 février 1948)                | PvdA                             |
| Ministre de la Reconstruction et du Logement                                   |                                          | Lambertus Neher (du 28 février 1947 au 1er mars 1948) | PvdA                             |
| Ministre de la Reconstruction et du Logement                                   | Joris in 't Veld                         |                                                       | PvdA                             |
| Ministre de l'Économie                                                         |                                          | Gerardus Huysmans (jusqu'au 14 janvier 1948)          | KVP                              |
| Ministre de l'Économie                                                         |                                          | Sicco Mansholt (jusqu'au 21 janvier 1948)             | PvdA                             |
| Ministre de l'Économie                                                         |                                          | Jan van den Brink                                     | KVP                              |
| Ministre de l'Agriculture, de la Pêche et de l'Alimentation                    |                                          | Sicco Mansholt                                        | PvdA                             |
| Ministre des Affaires sociales                                                 |                                          | Willem Drees                                          | PvdA                             |
| Ministre de l'Outre-Mer                                                        |                                          | Jan Anne Jonkman (jusqu'au 30 août 1947)              | PvdA                             |
| Ministre de l'Outre-Mer                                                        |                                          | Louis Beel (jusqu'au 3 novembre 1947)                 | KVP                              |
| Ministre de l'Outre-Mer                                                        |                                          | Jan Anne Jonkman (jusqu'au 13 décembre 1947)          | PvdA                             |
| Ministre de l'Outre-Mer                                                        | Lubbertus Götzen (jusqu'au janvier 1948) |                                                       | PvdA                             |
| Ministre de l'Outre-Mer                                                        | Jan Anne Jonkman                         |                                                       | PvdA                             |